# Salome (dramat)
Salome – opublikowany w 1891 roku dramat w jednym akcie autorstwa Oscara Wilde’a. Jest napisany prozą. Akcja została osadzona w czasach biblijnych, za panowania Heroda Antypasa. 
Dzieło zilustrował Aubrey Beardsley.
Na sztuce Oscara Wilde’a opiera się libretto opery Salome Richarda Straussa.

## Polskie przekłady
- Władysław Fromowicz (1904, nakładem własnym), wyd. II – Bydgoszcz, 1991
- Jakub Dęboróg-Bylczyński – (Lwów, nakładem własnym, 1905)
- Leon Choromański i Jadwiga Kruczyńska, (1914, nakładem F. Hoesicka) – późniejsze przedruki: Warszawa, Wydaw. Artystyczne i Filmowe, 1981, 1985, 1997